# Fox River Grove
Fox River Grove é uma vila localizada no estado americano de Illinois, no Condado de Lake e Condado de McHenry.

## Demografia
Segundo o censo americano de 2000, a sua população era de 4862 habitantes.
Em 2006, foi estimada uma população de 5114, um aumento de 252 (5.2%).

## Geografia
De acordo com o United States Census Bureau tem uma área de
4,6 km², dos quais 4,3 km² cobertos por terra e 0,3 km² cobertos por água.

## Localidades na vizinhança
O diagrama seguinte representa as localidades num raio de 8 km ao redor de Fox River Grove.